# Ken Carson
Кеньятта Ли Фрейзер-младший (англ. Kenyatta Lee Frazier Jr.; род. 11 апреля 2000, Атланта, Джорджия, США), более известный под псевдонимом Ken Carson, — американский рэпер, певец, автор песен и продюсер. Получил популярность после выпуска студийного альбома X, который достиг 115 строчки в Billboard 200, и подписания контракта с Opium, лейблом звукозаписи, принадлежащим Playboi Carti.

## Карьера

### 2015—2019: начало
Изначально Фрейзер присоединился к коллективу 808 Mafia в 2015 году, одним из членов которого является продюсер TM88, родной дядя Кеньятты. После того, как он приобрел популярность на андеграундной рэп-сцене, с ним познакомился другой рэпер из Атланты Playboi Carti, и в 2019 году предложил подписать контракт с его лейблом Opium.

### 2020—2022:Boy Barbie,Teen X,Project XиX
После подписания контракта с Opium в 2019 году Фрейзер выпустил два мини-альбома в 2020 году: Boy Barbie и Teen X. В начале 2021 года вышло продолжение релиза Teen X под названием Teen X: Relapsed, а позже, в том же году, был выпущен дебютный студийный альбом Project X. В феврале 2022 года Ken Carson появился в качестве гостя на треке «Geek High» из альбома американского рэпера Yeat 2 Alive. Фрейзер выпустил свой второй студийный альбом X 8 июля 2022 года, который в дальнейшем достиг 115 строчки в Billboard 200. В октябре 2022 года вышел совместный с SoFaygo сингл «Hell Yeah». 31 октября 2022 года Ken Carson выпустил делюкс-версию своего альбома X под названием XTENDED вместе с музыкальным видео на песню «MDMA» при участии Destroy Lonely.

### 2023—настоящее время:A Great Chaos, More Chaos
13 октября 2023 года вышел третий студийный альбом A Great Chaos, ставший коммерческим успехом и дебютировавший под номером 11 в чарте Billboard 200. Его делюкс-версия была выпущена 5 июля 2024 года, она содержит семь дополнительных треков. 11 апреля 2025 года вышел четвёртый студийный альбом «More Chaos», альбом является продолжением альбома «A Great Chaos», альбом быстро приобрёл коммерческий успех, и 20 апреля 2025 года альбом дебютировал на 1 место в чарте Billboard 200, за первую неделю было распродано 59 тысяч копии альбома (11 тысяч истинных продаж)

## Музыкальный стиль
Музыкальный стиль Фрейзера был описан как «обладающий электронным продюсированием, носящим энергичный характер», при этом рэпер «сфокусировал» флоу и «намерен заставить свою аудиторию встать со своих мест». Издания сравнивают Ken Carson с Playboi Carti, в частности со звучанием его альбома Whole Lotta Red, который был выпущен в 2020 году. 

## Дискография

### Студийные альбомы
| Название      | Детали                                                                                                 | Позиции в чартах |
| Название      | Детали                                                                                                 | США              |
| ------------- | --- | ---------------- |
| Project Х     | - Релиз: 23 июля 2021 - Лейблы: Opium, Foundation - Форматы: цифровая загрузка, потоковая передача.    | —                |
| X             | - Релиз: 8 июля 2022 - Лейблы: Opium, Interscope - Форматы: цифровая загрузка, потоковая передача.     | 115              |
| A Great Chaos | - Релиз: 13 октября 2023 - Лейблы: Opium, Interscope - Форматы: цифровая загрузка, потоковая передача. | 11               |
| More Chaos    | - Релиз: 11 апреля 2025 - Лейблы: Opium, Interscope - Форматы: цифровая загрузка, потоковая передача.  | 1                |

### Микстейпы
| Название     | Детали                                                                                       |
| ------------ | -------------------------------------------------------------------------------------------- |
| Lost Files 2 | - Релиз: 12 июля 2021 - Лейбл: независимый - Формат: цифровая загрузка, потоковая передача   |
| Lost Files 3 | - Релиз: 29 января 2022 - Лейбл: независимый - Формат: цифровая загрузка, потоковая передача |
| Lost Files 4 | - Релиз: 4 января 2023 - Лейбл: независимый - Формат: цифровая загрузка, потоковая передача  |

### Мини-альбомы
| Название         | Детали                                                                                        |
| ---------------- | --------------------------------------------------------------------------------------------- |
| Boy Barbie       | - Релиз: 12 мая 2020 - Лейбл: независимый - Формат: цифровая загрузка, потоковая передача     |
| Teen Х           | - Релиз: 14 августа 2020 - Лейбл: независимый - Формат: цифровая загрузка, потоковая передача |
| Lost Files       | - Релиз: 20 января 2021 - Лейбл: независимый - Формат: цифровая загрузка, потоковая передача  |
| Teen X: Relapsed | - Релиз: 31 января 2021 - Лейбл: независимый - Формат: цифровая загрузка, потоковая передача  |